# Jacobus Gerardus de Bruijn
Jacobus Gerardus de Bruijn (Rotterdam, 11 februari 1825 - Nijmegen, 26 juli 1908) was een Nederlands politicus.
De Bruijn was een Rotterdamse katholieke handelsman, die zitting had in beide Kamers. Hij was een telg uit een familie van wijnkopers. Hij was tevens veertien jaar wethouder van financiën in Rotterdam. In 1879 werd hij door het district 's-Hertogenbosch afgevaardigd naar de Tweede Kamer, waar hij vooral over handelsaangelegenheden sprak. In 1883 stapte hij over naar de Eerste Kamer.
- Biografisch Portaal: 18635805
- Parlement.com: vg09lkyvybv8